# 美並村 (岐阜縣)
美並村（日语：／ Minami mura */?）是日本岐阜縣郡上郡內一個已撤銷的村，面積達79.81平方公里，據2003年10月1日的統計，人口為5,106人，1954年11月1日由同郡下川村與嵩田村合併而成，名稱源於狹長的兩村均是隔着長良川並排在一起，希望能夠永遠整齊地並排在一起（将来永久に美しく並びたい），加上位處於郡上郡南面，而南在日語中的讀法與美並相同，同時美字也是美濃國的首字而得名:774，2004年3月1日與同郡白鳥町、八幡町、大和町、高鷲村、明寶村、和良村合併成郡上市，現在分別是郡上市美並町上田、高砂、山田、梅原、三戶、白山和大原。美並官方推測圓空出身於此，星宮神社則有藤原高光在粥川迷路時，經鰻魚引路下成功制伏猿虎蛇的傳說，此後粥川的氏子均對鰻魚心存敬意而不吃鰻魚。

## 位置區劃

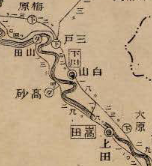
兩村時代的大字地圖

美並位於岐阜縣中央或中西部，郡上郡和郡上市的南部，東面是武儀郡武儀町和上之保村，西面是武儀郡洞戶村，南面至西面同時與美濃市接壤，東面至北面則是郡上郡八幡町:1。美並整體面積達79.81平方公里，東西長約11公里，南北長約14公里，其中僅約4.1%是耕地，最高點是1,163米高的瓢岳:3、19。美並有7個大字，分別是東部的白山、東南部的大原、西南部的上田、西部的高砂、西北部的山田、北部的梅原以及東北部的三戶，總共19個集落:11。

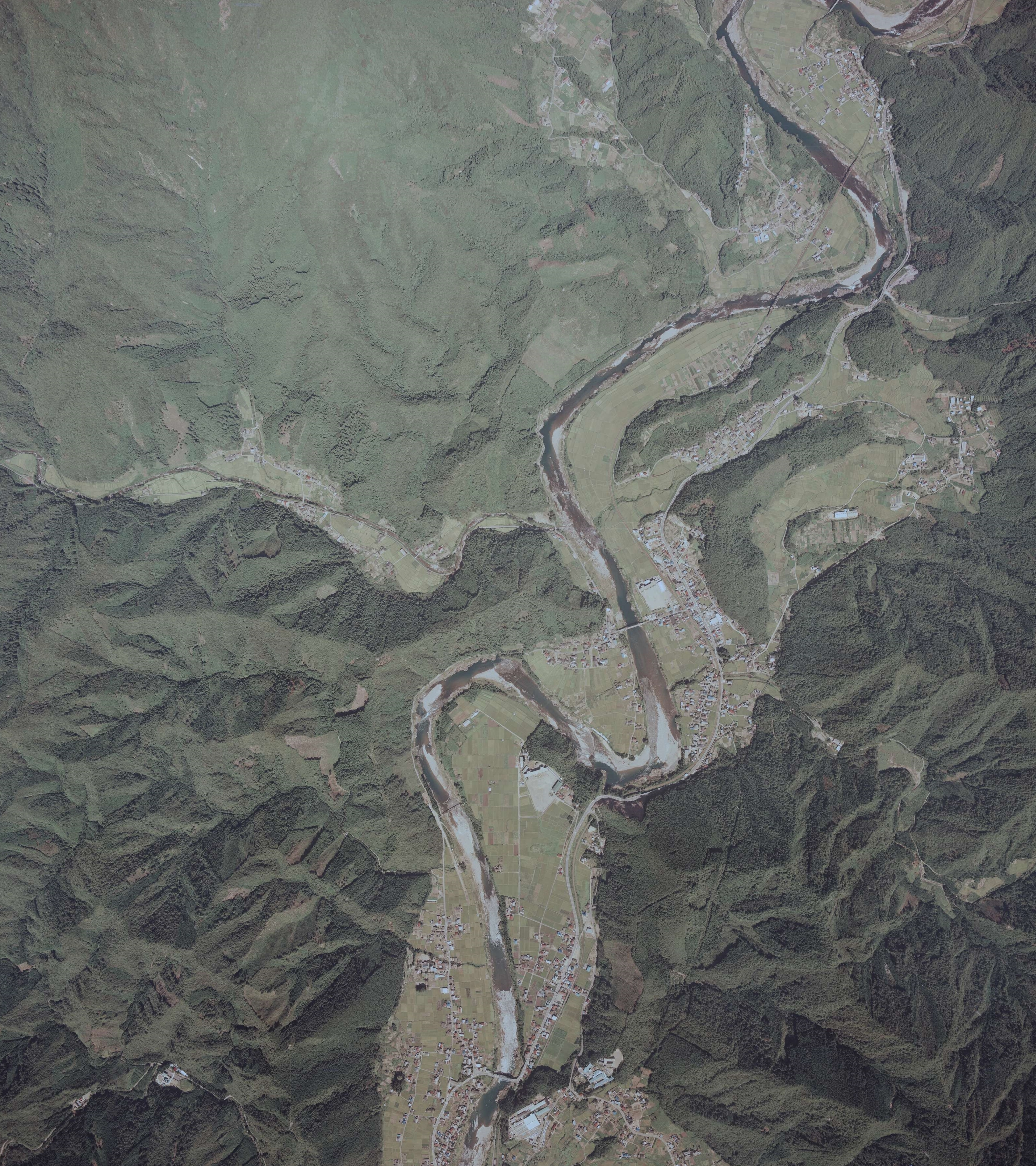
從北往南流的是長良川，從西往東流的是粥川，中央部分以至東部是白山，東南部是大原，西部是高砂，西南部是上田，西北部是山田，東北部是三戶

| 舊市町村 | 大字 | 集落   | 小字 |
| -------- | ---- | ------ | --- |
| 嵩田村   | 上田 | 木尾   | 小倉塚、市場、所山、隱畑、上譯野、下譯野、休（休ミ）、大平、灰庭、赤hage（赤ハゲ）、高山、堀畑、豆腐屋會津、蘇鐵、石原、久込、榎通、中洞口、向之芝、干谷口、大切、向新田、境目、大切上、干谷，Sabaga尾（サバガ尾）、坂之平（坂ノ平）、惣小平、梅尾（梅ヶ尾）、中洞奧、露洞、水吞場、露洞口、茅野、安畑 |
| 嵩田村   | 上田 | 半在   | 下之平（下ノ平）、谷向、Saikachi（サイカチ）、溝淵、沖、髭畑、藤之木（藤ノ木）、愛宕下、愛宕山、長塚、中洞、宮之洞、一谷、前平 |
| 嵩田村   | 上田 | 根村   | 陰地平、坂下（坂下タ）、越切之上（越切ノ上）、土山廻、河端切、笠井田、往來西、御山下、日面平 |
| 嵩田村   | 上田 | 下田   | 吉田、窪田、長筬、中會津、茶屋敷、上村、渡上（渡り上）、馬渡、Soshino上（ソシノ上）、大屋敷、坪之內、大屋敷道西、森之上、須鄉洞口、釜石、笠神前、向步岐、步岐平、上洞、下洞（下タ洞）、西之平、大洞口、大洞、赤toko（赤トコ）、下野、泉（泉ミ）、吉田平、山萬邊、須鄉洞、表平 |
| 嵩田村   | 高砂 | 高原   | 步岐平、田代、堀尻、松本、七筬、淡野倉、夷岩（夷ス岩、大野海津、古子、土場尻、大道下、前平、山花、更見、上更見 |
| 嵩田村   | 高砂 | 粥川   | 向谷戶、半造、大粥、森下、赤小場、壽後、野首、川干、一家（一ツ家）、藥師、平僧、入道、坊切、那比方、向坊切、宮奧 |
| 嵩田村   | 山田 | 赤池   | 和合、神田、稻葉、下田、田下通、締田、尾利付、船渡上、下中田（下中ヶ田）、惠田、下平、下野、下圓野、寺瀨、庚申前、中圓野、上之平（上ノ平）、上中田、船渡道上、吉原、古淵、上古淵、森上、上圓野、松原、須古、羽根田、尾棚、橋go田（橋ゴ田） |
| 嵩田村   | 山田 | 杉原   | 宮下、中道通、新田通、松葉、堅道通、井戶上、薙會津、大澤、中前、田口、羽根、中會津、洞會津、櫻森、矢塚、向平、大門、繁（繁ミ）、羽根平 |
| 嵩田村   | 山田 | 鬮本   | 夏燒平、小淺柄之一（小浅柄ノ一）、前平、木戶口、川bata（川バタ）、池之上（池ノ上）、前田、山goshi（）、長畑、塔還、野畑、上泰、岩野、船上、大buchi（大ブチ）、新田、岩有場 |
| 嵩田村   | 山田 | 門福手 | 小淺柄之二（小浅柄ノ二）、川hata（川ハタ）、中岩山、流、森koshi（）、鯉堀、大繩、舟戶畑、Yabu（ヤブ）、新六畑、長助畑、井戶上、土井、圓西、平通、山腰、前平、初荒、高瀨、相坂、田之洞、筏場水洞 |
| 下川村   | 梅原 | 梅原   | 水田切、田nofuchi（田ノフチ）、高山、城山下、戶石、野畑、中溝、兼定、惣作、杉kesako（杉ケサコ）、柳洞（柳ヶ洞）、藥師前、菖蒲畝町（菖蒲ヶ畝町）、番所向、白谷洞 |
| 下川村   | 三戶 | 深戶   | 尾坂、段之上（段ノ上）、小淵、馬場、中島、下中島、萬蛇、川島、Ousa（オウサ）、城下、堤內、宮切、瀨上、井戶平、森、石原、坂東海津、Tsukuze（ツクゼ）、Doya（ドヤ）、小瀨、貝付新田、小瀨平、白岩su（白岩ス）、高山、城山、小淵平、白谷 |
| 下川村   | 三戶 | 相戶   | Mikiga洞（ミキヶ洞）、姥懷（姥ヶ懐）、尾坂do（尾坂ド）、上izumi（上イズミ）、下izumi（下イズミ）、道下藪之腰（道下藪ノ腰）、Tarushitabata（タルシタバタ）、大林下、Sakomiyakoshi（）、Kozaka（コザカ）、Kobanoshiri（コバノシリ）、清兵衛大畑、大畑、Hashigo田（ハシゴ田）、與十郎田、Kamenoma（カメノマ）、東柳添、西柳添、寺田、谷nagare（谷ナガレ）、前平 |
| 下川村   | 三戶 | 三日市 | 日向洞、井谷洞、佃步岐、上佃、下佃、前田、山之平（山ノ平）、藥師前、Tōbo（トウボ）、藪腰、Shinpochi（シンポチ）、Dojiro（ドウジロ）、Anmai（アンマイ）、瀨上、Kakiosa（カキオサ）、長筬、中道、長走、堤內、山崎道下（山崎道下タ）、山崎道上、下wadano（下ワダノ）、和田野道上、坂下（坂下タ）、佐本、坂外 |
| 下川村   | 白山 | 上苅安 | 佐本、坂下、高原、尾崎、西野（西ヶ野）、中山、火打、上町並、森本、三mai（三マイ）、姥洞（姥ヶ洞）、柳洞（柳ヶ洞）、丸山、羽佐古口、木之洞（木ノ洞）、頓屋敷、羽佐古洞 |
| 下川村   | 白山 | 下苅安 | 大沼、城下、上野、辨在、桑下、宮切、中市場、宿切、小矢元新田、大矢本、戶谷、浦山、町並、下市場、井堀平、大洞、山際 |
| 下川村   | 白山 | 福野   | 橫平、城山、前平、一本木、垣內、中切、天狗岩、野水平、下切、野尻、街道東、新羽根 |
| 下川村   | 大原 | 大矢   | 大洞、灰洞（灰ヶ洞）、灰洞口（灰ヶ洞口）、向之山（向ノ山）、野倉、Ukaiba（ウカイバ）、宮裏、藪田、新田、石龜新田、東新田、番場根、小中山、下堤（下モ堤）、上堤、下切、豬洞口、水上、中切、十王前、中屋、桂洞口、畑佐、駄奈、前田、栃本、柳波佐麻、澤、山之神（山ノ神）、豬瀨（猪ヶ瀬）、清水、手保田、小平田、石原田、尾花前、袖、東光寺、會津中、羽佐麻、中山、西切、藪下、瘡神、上瀧口、湊、瀧口、Hasaba（ハサバ）、川dura（川ヅラ）、美曾野、大沼、藥師前、深見、井田、大門、七反畑、伊勢屋敷、山陰、下大矢、Kugo（クゴ）、向山、丸山、桂洞、杉洞、橫平、永谷、大坂、鬮平（鬮ヶ平）、中島、柳洞（柳ヶ洞）、若林、洲梅、橫步岐、今倉、釜洞（釜ヶ洞）、高曾、東曾（東ヶ曾）、川洞、口梨子、釜nuka（釜ヌカ）、源屋敷、今洞（今ヶ洞）、高山、橋洞、畑谷（畑ヶ谷） |
| 下川村   | 大原 | 勝原   | 上切、笠切、石橋、沖畑、古屋、森下、日向、陰地、前平、谷下、藏屋敷、黑地道上、上野（上ヶ野）、穴石、黑地平、下陰地平、母野、大塚、西畑、大瀧、上瀧上 |

## 地理
美並周遭是約600至1,000米高的山群，地質整體以形成於二叠紀的秩父古生層為主，分為A、B、C1、C2和D地區，首先A地區是粥川的東北面，最底層為礫岩，周圍是黑矽石和頁岩等等，另外粥川、夕谷洞以至八幡町小淺柄（現八幡町相生）一帶則是石灰岩，門福手附近則有少量輝綠凝灰岩。其次，B地區位於梅原的東部，以砂岩、黑矽石和頁岩為主，部分則是雜砂岩，白谷和日向洞的上流處則有流紋岩。其三，南面的C1和C2地區同樣以砂岩、頁岩和黑矽石為主，並且多處混有流紋岩。最後，西面的D地區以砂岩、頁岩和黑矽石為主，粥川北部以至八幡町那比一帶則有石灰岩，其中也有䗴和珊瑚的化石。此外，瓢岳等西面群山的山頂部分是流紋岩和凝灰岩，山腳是古生代的砂岩和黑矽石等等:3、19。河流方面，長良川從北面流向南面，貫穿美並，村內流域長約18公里，為奧長良川縣立自然公園的一部分，另有以瓢岳為源頭的粥川，從西面流向東面，長約7.5公里，由於源頭與長良川匯合點的水位相差約460米，因此水流急速，而在1924年12月9日便作為「粥川鰻魚的棲息地」獲指定為日本國天然紀念物:18-29。氣候方面，美並在夏天受到東南季風的影響，日熱晚涼，雨量稍多，冬天時則雖然有西北季風，但是在西面群山阻擋下少雪，最高氣溫是34.6℃，最低氣溫是零下5.6℃，全年平均溫度是15.3℃，降雨量是2,498毫米，雖然五六豪雪時的積雪量累計達188厘米，不過平常僅約20厘米左右:30-37，為積雪寒冷特別地域之一。此外，美並也是振興山村、特定農山村、邊地。
| 美並村                                                       | 美並村      | 美並村      | 美並村       | 美並村       | 美並村        | 美並村        | 美並村        | 美並村        | 美並村       | 美並村       | 美並村       | 美並村      | 美並村          |
| 月份                                                         | 1月         | 2月         | 3月          | 4月          | 5月           | 6月           | 7月           | 8月           | 9月          | 10月         | 11月         | 12月        | 全年            |
| ------------------------------------------------------------ | ----------- | ----------- | ------------ | ------------ | ------------- | ------------- | ------------- | ------------- | ------------ | ------------ | ------------ | ----------- | --------------- |
| 日均气温 °C（°F）                                            | 2.4 (36.3)  | 4.0 (39.2)  | 6.2 (43.2)   | 13.1 (55.6)  | 17.0 (62.6)   | 20.0 (68.0)   | 23.9 (75.0)   | 25.2 (77.4)   | 22.0 (71.6)  | 16.8 (62.2)  | 11.3 (52.3)  | 6.9 (44.4)  | 14.1 (57.4)     |
| 平均降水量 mm（）                                            | 88.6 (3.49) | 90.8 (3.57) | 200.4 (7.89) | 200.7 (7.90) | 280.3 (11.04) | 343.8 (13.54) | 291.3 (11.47) | 300.0 (11.81) | 210.0 (8.27) | 124.6 (4.91) | 106.5 (4.19) | 91.4 (3.60) | 2,328.4 (91.67) |
| 月均日照時數                                                 | 88          | 114         | 131          | 123          | 163           | 120           | 125           | 140           | 108          | 115          | 107          | 95          | 1,429           |
| 来源：《美並村史》（郡南中學校科學會，1966年至1970年）:18-29 |             |             |              |              |               |               |               |               |              |              |              |             |                 |

## 歷史
美並有至少55處繩紋時代的遺跡，以後期遺跡為主，出土了各式各樣的石器:55-64，彌生時代遺跡則有位於鬮本的船上遺跡、大矢的湊遺跡以及相戶的小坂遺跡:71-72。古墳時代方面，美並有一座位於釜石的圓墳，稱為釜石古墳，出土了須惠器和土師器等文物:77-80。進入平安時代後的齊衡2年閏4月19日（855年6月7日），郡上郡從武儀郡獨立，根據《和名類聚抄》記載，當時分為四個鄉，分別是郡上、安群、和良和栗原，推測美並位於郡上鄉:86-87。根據近世成立的《福手氏系圖》記載，福手氏在治承2年（1178年）從出雲國移至郡上，領有美並在內的七村，其後定居於門福手。進入鎌倉時代後，《美並村史》推測吉田莊的四鄉之一的下田鄉是現在的下田:188，不過《日本歷史地名大系》認為吉田莊位於揖斐郡，在武儀郡一帶的則是武儀莊吉田鄉，《日本莊園大辭典》也支持吉田莊位於揖斐郡的說法，其中吉田莊最初是近衛家領，在長祿3年10月25日（1459年11月20日）時為實相院門跡領，武儀莊最初則是攝關家領，後來變成近衛家領，觀應2年9月20日（1351年10月10日）時由土岐賴忠擔任地頭。明應3年（1494年），齋藤利國在吉田興建大寶寺，從而將當地劃入美濃守護的勢力範圍，進而牽制東氏。此外，根據《郡上郡史》記載，稻葉通則後來定居於下田城（北辰寺山），稻葉良通即在此地出生。
進入戰國時代後，遠藤盛數在天文21年（1552年）8月消滅統治苅安、福野和大矢一帶的河合七郎。永祿2年（1559年）8月，東常慶之子常曉希望迎娶盛數兄弟胤緣之女不果，便下令家臣以鐵砲射殺胤緣，得知此事的盛數舉兵擊敗常曉，在盛數入主八幡城後，苅安的鶴尾山城改由通則的家臣名和氏擔任城主。永祿5年（1562年），盛數在支援齋藤氏對抗織田信長時死去，由遠藤慶隆繼位，不過由於慶隆當時年僅13歲，其母便改嫁給長井道利以求安穩:198-205。清洲會議後不久的天正11年（1583年）11月，臣服於織田信孝的遠藤氏遭到羽柴秀吉家臣森長可和佐藤秀方襲擊，同年信孝自盡後，盛數雖然降服於秀吉，但是由於曾經交戰而在天正16年（1588年）被減封至加茂郡小原（現白川町），郡上改由稻葉貞通入主。慶長5年（1600年），關原之戰爆發前，慶隆靠攏東軍，並且和金森可重聯手擊敗貞通，是為八幡城合戰。關原之戰最終由東軍獲勝，慶隆也得已重新入主郡上，創立郡上藩:198-216。進入江戶時代後，遠藤常友在寬文年間（1611年至1673年）以高田關左衛門為奉行開墾新田，通過以引水道的方式，從苅安的戶谷川引入水源，並且開墾了石高達100石的新田。延寶5年（1677年），延寶騷動爆發，苅安的作兵衛與其他郡內百姓20人前往江戶藩邸請願。寶曆4年至8年（1754年至1758年），郡上一揆爆發，勝原村的幸助以及母野村善七等50人被處死，在母野村引發了逃散。安政3年（1856年）:393，郡上藩打算讓農民承擔藩的債務，不滿的農民將矛頭指向粥川村的屋小酒井太平治，2,000名農民聚集在高原，並且在晚上前往小酒井家，要求其向每戶借出米一俵以及金一步，在各寺院介入下一度以寺院來處理而收場，不過當郡上藩派兵前往鎮壓後，農民再次包圍小酒井家，在率領30人的郡代向農民表示太平治已經入獄後，農民才願意散去。
廢藩置縣後，郡上藩改組為郡上縣:717，其後美濃國內各縣在明治4年11月22日（1872年1月2日）合組成岐阜縣，並且在翌年10月10日（1872年11月10日）引入大區小區制，美並所在的郡上劃分為第九大區，其中木尾村、繁在村、根村、下田村、高原村、粥川村、赤池村、杉原村、鬮本村和門福手村是第一小區，勝原村、大矢村、福野村、下苅安村、上苅安村、野尻村、新羽根村、三日市村、相戶村和深戶村是第二小區。1875年1月，木尾村、繁在村、根村和下田村合併成上田村，高原川和粥川村合併成高砂村，赤池村、杉原村、鬮本村和門福手村合併成山田村，勝原村和大矢村合併成大原村，福野村、下苅安村、上苅安村、野尻村和新羽根村合併成白山村，三日市村、相戶村和深戶村合併成三戶村:743。大區小區制廢除後，在聯合戶長役場制度下，上田村、高砂村、山田村和西乙原村（現八幡町西乙原）合組一村，梅原村、三戶村和白山村合組一村。1889年，《町村制》開始實施，上田村、高砂村和山田村合併成嵩田村，梅原村、三戶村、白山村和大原村在1897年合併成下川村:750-751:792。在昭和大合併的背景下，兩村開始摸索合併，最初也有計劃與相生村（現八幡町相生）合併，或與八幡町合併，不過在居民投票中，75%支持兩村合併，最終在1954年11月1日合併成美並村:773-774。2004年3月1日，美並與同郡白鳥町、八幡町、大和町、高鷲村、明寶村、和良村合併成郡上市。

## 政治與宗教

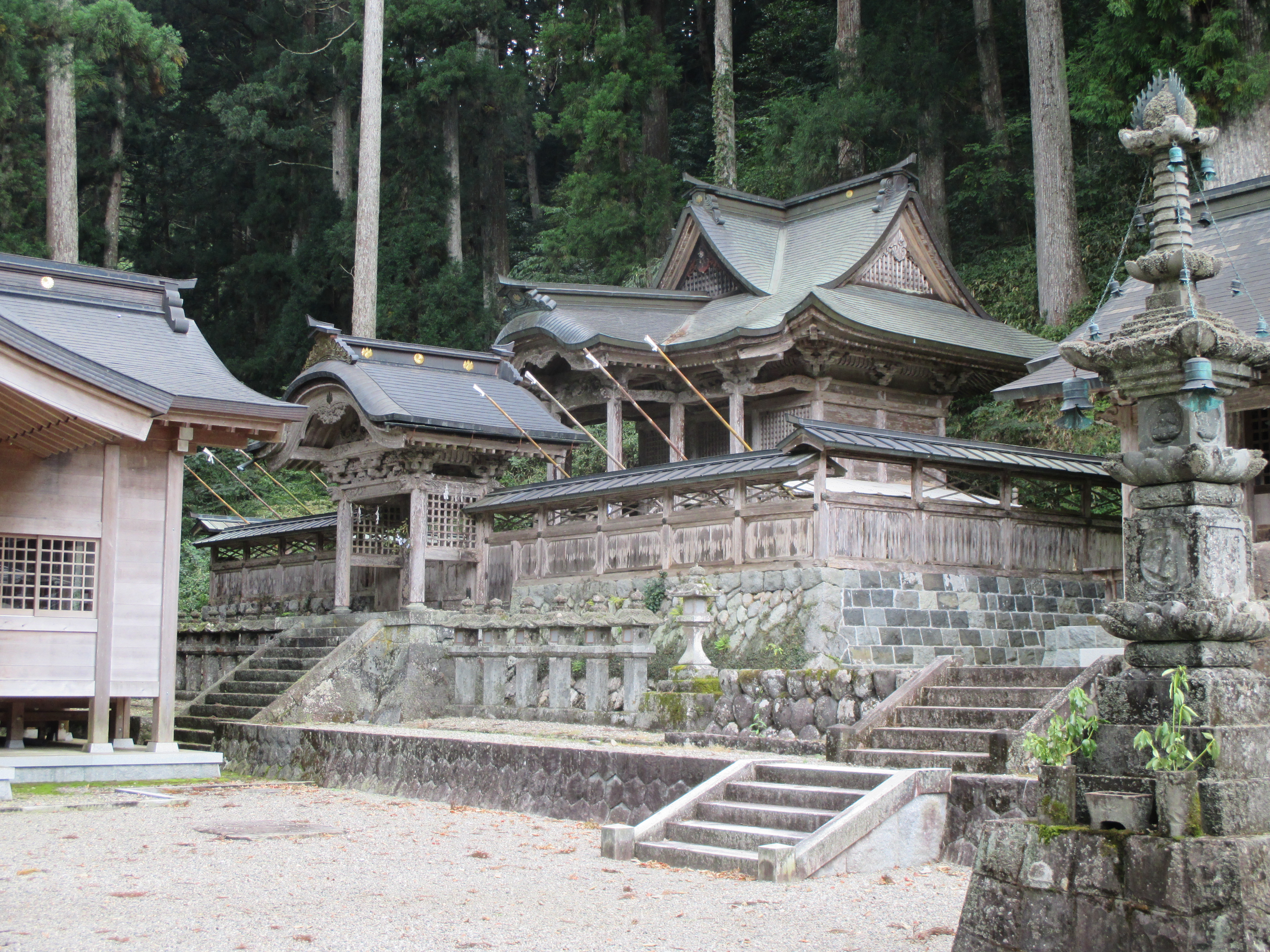
星宮神社

### 政治
在日本眾議院選舉中，美並在中選區制時期屬於岐阜縣第2區，在第28屆日本眾議院議員總選舉中，有效選票是2,720票，其中自由民主黨的平野三郎取得最多的1,699票。改制至小選舉區制和比例代表制後，美並分別屬於岐阜縣第4區以及東海比例代表區，岐阜4區一直以來均由自民黨控制，先後由藤井孝男和金子一義擔任議員。在日本參議院選舉中，美並屬於岐阜縣選舉區，合併成郡上市前的議員分別是自民黨的大野艷子、民主黨的平田健二、無黨派的松田岩夫以及民主黨的山下八洲夫。地方議會方面，合併時的議席是31席，翌年5月1日減至22席，四年再減至16席，歷經四屆後，1975年5月1日時減至12席:778-779，直至合併為止。地方首長方面，美並村長按順序是小椋才吉、岡本幹翁、石田岩雄和畑佐柳昌:778，末任村長是河合辰男。

### 宗教
美並至少有21座神社，其中19座是村社，分別是位於上田字上村的白山神社、上田字藤之木的八坂神社、上田字日面平的神明神社、上田字上村的若宮八幡神社、高砂字山花的八幡神社、高砂字坊切的星宮神社、高砂字坊切的神明神社、山田字宮下的熊野神社、山田字岩有場的八幡神社、梅原字水田切的白山神社、三戶字宮切的四住神社、三戶字Sakomiyakoshi（サコミヤコシ）的八劍神社、三戶的鹿島神社、白山字森本的神明神社、白山字宮會津的白山神社、白山字城山的白山神社、大原的熱田神社、大原字森下的子安神社以及大原字母野的白山神社，隸屬於岐阜縣神社廳的尚有位於上田字堀畑的水神神社和上田字高山的山神神社:618-668:552-553。佛寺方面，美並至少有7座寺院，分別是曹洞宗的北辰寺、林廣院、桂昌寺、淨土真宗大谷派的乘性寺、安樂寺、淨土真宗本願寺派的專念寺、日蓮宗的妙法寺以及臨濟宗妙心寺派的洞泉寺:562-596。

## 人口
| 統計年度 | 上田  | 高砂 | 山田 | 梅原 | 三戶 | 白山  | 大原  | 參考資料 |
| -------- | ----- | ---- | ---- | ---- | ---- | ----- | ----- | -------- |
| 1995年   | 1,263 | 458  | 479  | 91   | 538  | 1,348 | 1,327 | [ 32 ]   |
| 2000年   | 1,238 | 417  | 455  | 84   | 514  | 1,225 | 1,311 | [ 33 ]   |

根據1872年的村明細帳，當時各村的人口如下，木尾（255人）、繁在（127人）、根村（204人）、下田（441人）、高原（169人）、粥川（341）、赤池（164人）、杉原（173人）、鬮本（172人）、門福手（64人）、梅原（111人）、深戶（231人）、相戶（89人）、三日市（268人）、上苅安（205人）、下苅安（469人）、福野（223人）、大矢（501人）和勝原（240人），總共4,449人，美並村成立時的人口是1,195戶，總共6,534人:744、777，合併前的美並的男女人口分別是2,514人和2,592人，總人口是5,106人，15歲以下人口是634人，15歲至64歲的勞動人口是2,937人，65歲或以上的老齡人口是1,535人，為過疏地域之一。此外，美並自1980年開始，直至1995年為止，是日本全國的人口中心。

## 經濟
美並的財政力指數是0.34。第一產業方面，美並在1974年3月30日獲指定為農業振興地域，也是農村產業法對象區域，嵩田地區的木尾、八坂、粥川、赤池、杉原、下川地區的梅原、苅安、畑佐、會津中和東母野則是指定棚田地域，農地面積達225公頃，其中179公頃是水田，其餘是旱田，有545戶從事農業，銷售額達2億日元左右，其中稻米佔約1億日元，另外同時從事林業的有642戶，整體範圍達4,956公頃。第二產業方面，總共有922人從事相關工作，最多人從事的是一般機械器具製造業（458人），出貨額達130億日元左右。批發和零售點總共有66處，其中僅3處從事批發，總計銷售額達26億日元左右，零售佔其中的23億日元左右，主要來自飲料和食品相關的零售業，佔其中約13億日元。
金融機構方面，下川村信用組合和嵩田村信用組合在1911年相繼成立:155-156，1943年或以後分別改組為下川村農業會以及嵩田村農業會，1947年11月《農業協同組合法》實施後，再改組為下川農業協同組合以及嵩田村農業協同組合，其後嵩田村農協在1950年由於經營不善而破產，在1954年重組為嵩田村第一農業協同組合。1957年，兩者合併為美並村農業協同組合，1973年合併為郡上農業協同組合:161-164，2003年4月1日再合併成惠美濃農業協同組合。另一方面，1874年7月1日，下田開始提供郵政服務，1891年遷移至下川字白山福野而易名為白山郵局，1909年6月1日再改名為下川郵局，1911年12月15日移至白山1813-1番地，1955年8月16日改名為美並郵局，1964年11月15日遷移至白山1763番地:196-199，美並郵局現址則是白山1762番地。此外，八幡信用金庫在白山也設有分店。

## 交通和教育

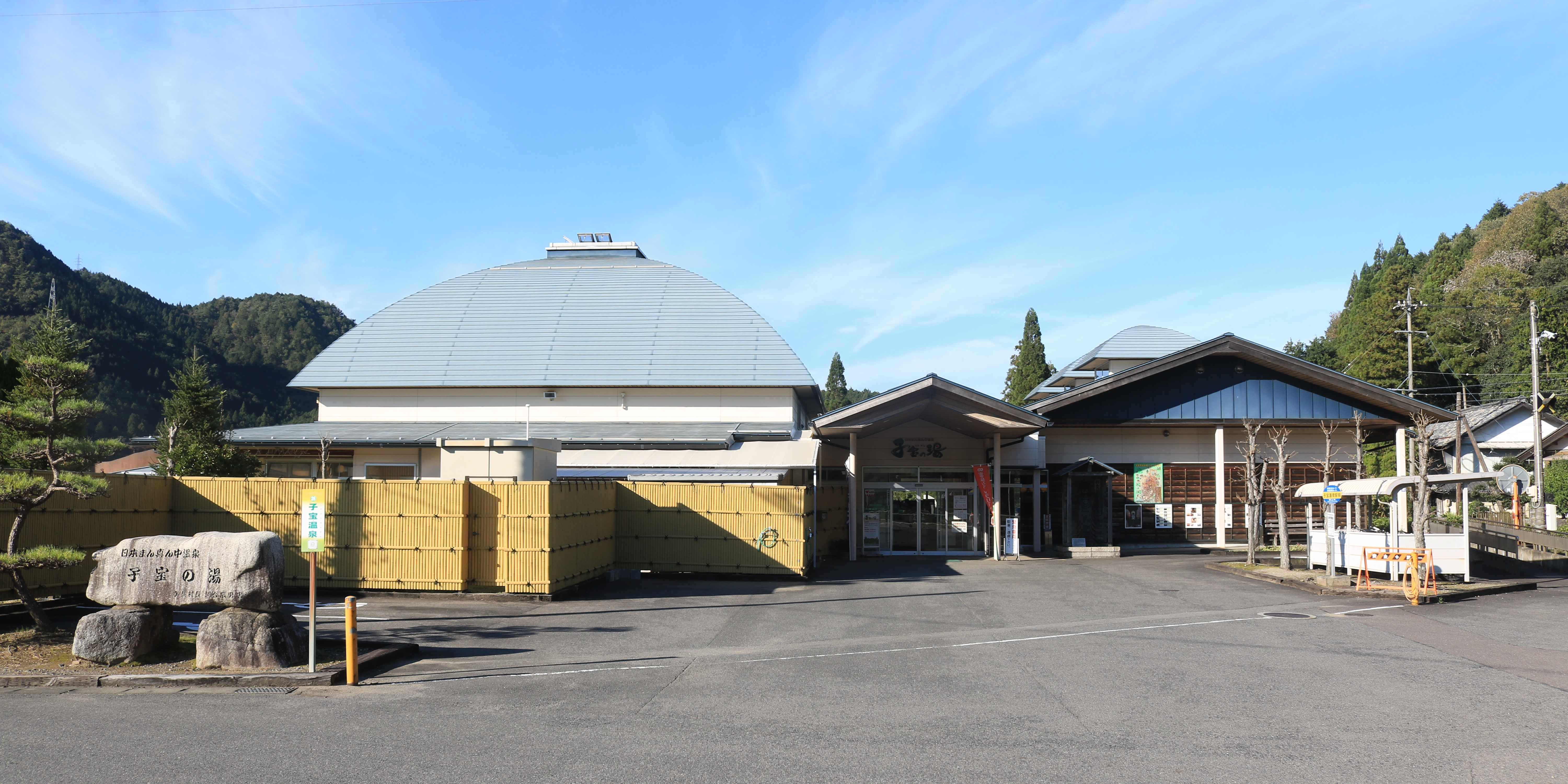
美並子寶溫泉站

道路方面，美並有東海北陸自動車道（美並交流道和瓢岳停車區）和國道156號等公路。公共交通方面，長良川鐵道在美並設有母野站、木尾站、半在站、美並子寶溫泉站、大矢站、福野站、美並苅安站、赤池站以及深戶站。另外，岐阜巴士的高速岐阜八幡線在美並設有巴士站。學前教育方面，美並曾經設有小鳩幼稚園和雲雀幼稚園:271-272，現在則設有幼兒教育中心美並園。初等教育方面，美並設有三城小學校和吉田小學校，過去曾經設有南上田小學校下川小學校、下川小學校大原分校、下川小學校三戶分校和高山小學校。中等教育方面，美並設有郡南中學校:237-269。

## 外部連結
- . 美並觀光協會.   [2022-01-14]. （原始内容存档于2021-12-20） （日语）.